# 딥 스페이스 나인 (우주정거장)
딥 스페이스 나인(영어: Deep Space Nine, also Terak Nor)은 스타 트렉의 가공의 장소로, 2346년에서 2351년에 걸쳐 카대시안이 건설한 우주 기지이다.
당시 카대시안은 베이조 종족을 통치하고 있었고, 그들의 행성에서 채광되는 광석의 제련 작업 등을 처리하기 위해 이 기지를 건설하였다. 당시 최고 관리자는 걸 두캇(Gul Dukat;2379년 불의 동굴에 갇힘)이었다. 그러나 베이조가 카대시안으로부터 독립하자, 베이조 정부 측에서 연방에게 관리를 요청했고, 현재는 베이조와 연방이 공동 관리하고 있다.
최고 관리자는 함장 벤자민 시스코이며, 벤자민 시스코는 USS 디파이언트 (NX-74205)의 함장이기도 하다. 호위함은 USS 디파이언트로 역대 연방의 함선 중 최강의 무기와 장치를 탑재하고 있다. 무기는 펄스 페이저 4발, 타입 X 페이저 3발, 광자 어뢰 4문, 양자 어뢰 2문이다. 이후 디파이언트가 파괴되자 새로 건조된 함선이 바로 투입되었고, 투입된 함선은 브린(Breen) 종족의 에너지 완충 무기(브린 에너지 디스시페이터; Breen Energy Dissipator)에도 견딜 수 있도록 건조되었기 때문에, 더 강력한 호위함이 되었다.
갑판 수는 200개이며, 최고 30척의 배가 정박할 수 있다. 현재는 최근 발견된 웜홀(베이조 웜홀; Bajoran Wormhole. 예언자(Prophet)가 만들어 낸 인공 원홀이기도 하다.) 부근으로 위치를 옮겼고, 원래 위치에서 웜홀이 있는 거리인 1억 8000만 km 옆으로 옮겼다.
또한, 페이저 87문, 광자어뢰 48문(홀수 24문, 짝수 24문)을 탑재하고 있어 능동적으로 전투능력을 최대로 할 수 있도록 하였다.